# Contea di Pamlico
La contea di Pamlico (in inglese Pamlico County) è una contea dello Stato della Carolina del Nord, negli Stati Uniti. La popolazione al censimento del 2000 era di 12 934 abitanti. Il capoluogo di contea è Bayboro.

## Città e paesi

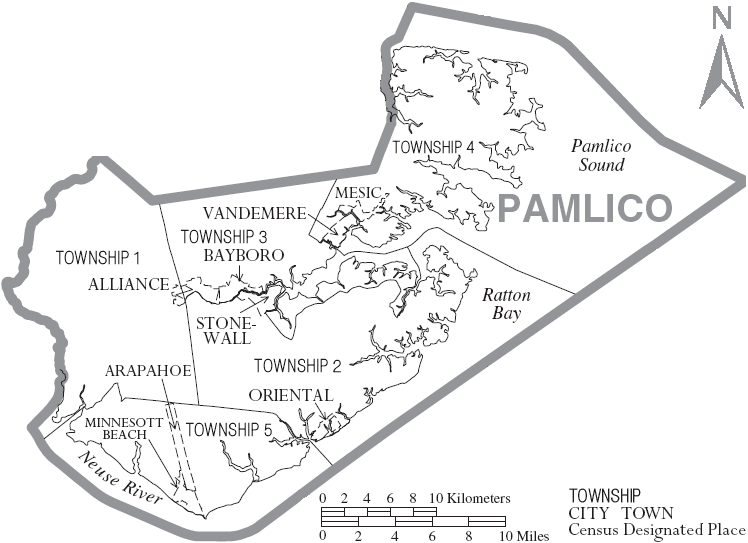
Mappa della Contea di Pamlico (Carolina del Nord)

- Alliance
- Arapahoe
- Bayboro
- Grantsboro
- Mesic
- Minnesott Beach
- Oriental
- Stonewall
- Vandemere
- Maribel
- Florence
- Merritt
- Reelsboro
- Hobucken
- Lowland
- Olympia